# Ernst Klodwig
Ernst Klodwig (n. 23 mai 1903 – d. 15 aprilie 1973) a fost un pilot german de Formula 1 care a evoluat în Campionatul Mondial între anii 1952 și 1953.